# Kirgisische Rugby-Union-Nationalmannschaft
Die kirgisische Rugby-Union-Nationalmannschaft vertritt Kirgisistan in der Sportart Rugby Union. Sie gehört der dritten Stärkeklasse (third tier) an. 2008 trat erstmals eine kirgisische Rugbynationalmannschaft zu einem internationalen Spiel an. Zuvor spielte das Team als Teil der Sowjetunion und der Gemeinschaft Unabhängiger Staaten. Bislang konnten die Kirgisen sich noch nicht für eine Weltmeisterschaft qualifizieren.

## Geschichte
1936 wurde der Rugbyunionverband der Sowjetunion gegründet. Bis 1991 war die kirgisische Mannschaft Teil dieses Verbandes. Am 5. Oktober 2008 spielte die kirgisische Nationalmannschaft das erste offizielle Spiel seiner Geschichte gegen Iran, das mit 15:30 verloren wurde. Fünf Tage später schaffte das Team ein Unentschieden gegen Usbekistan mit 15:15. Die höchste Niederlage der noch jungen Geschichte des Verbands gab es ebenfalls gegen Usbekistan. Im Juni 2009 verlor Kirgisistan mit 12:31.

## Länderspiele
| Land       | Spiele | Gewonnen | Verloren | Unentschieden |
| ---------- | ------ | -------- | -------- | ------------- |
| Iran       | 1      | 0        | 1        | 0             |
| Mongolei   | 1      | 1        | 0        | 0             |
| Usbekistan | 2      | 0        | 1        | 1             |
| Total      | 4      | 1        | 2        | 1             |

## Ergebnisse bei Weltmeisterschaften
- Weltmeisterschaft 1987: nicht teilgenommen
- Weltmeisterschaft 1991: nicht teilgenommen
- Weltmeisterschaft 1995: nicht teilgenommen
- Weltmeisterschaft 1999: nicht teilgenommen
- Weltmeisterschaft 2003: nicht teilgenommen
- Weltmeisterschaft 2007: nicht teilgenommen